# Інулець
Інулець (пол. Inulec, нім. Inulzen; 1938-45: Neufasten) — село в Польщі, у гміні Міколайки Мронґовського повіту Вармінсько-Мазурського воєводства.
Населення — 84 особи (2011).
У 1975-1998 роках село належало до Сувальського воєводства.

## Демографія
Демографічна структура станом на 31 березня 2011 року:
|          | Загалом | Допрацездатний вік | Працездатний вік | Постпрацездатний вік |
| -------- | ------- | ------------------ | ---------------- | -------------------- |
| Чоловіки | 40      | 11                 | 27               | 2                    |
| Жінки    | 44      | 9                  | 27               | 8                    |
| Разом    | 84      | 20                 | 54               | 10                   |